# Montignac (Gironde)
Montignac település Franciaországban, Gironde megyében. Lakosainak száma 134 fő (2022. január 1.). Montignac Bellebat, Ladaux, Baigneaux, Martres, Targon és Porte-de-Benauge községekkel határos.

## Népesség
A település népességének változása:
| Lakosok száma | 102  | 111  | 100  | 129  | 157  | 154  | 139  | 137  | 136  | 134  |
|               | 1968 | 1982 | 1990 | 2006 | 2013 | 2015 | 2017 | 2019 | 2020 | 2022 |